# Vikingavallen
Il Vikingavallen, noto anche come Täby Idrottsplats o semplicemente Täby IP, è uno stadio di calcio situato a Täby kyrkby, il quartiere più a nord del comune di Täby, appena fuori dalla capitale svedese Stoccolma. La sua capienza è di 2 750 posti.
Ospita le partite casalinghe dell'IK Frej, squadra che nel 2015 ha esordito nella seconda serie nazionale.
Nel 2008 l'impianto è stato oggetto di ristrutturazione, la quale ha introdotto anche un manto erboso in erba sintetica.
Il 24 febbraio 2018 è stato stabilito un nuovo record di pubblico, quando 2 512 spettatori hanno assistito alla partita di Coppa di Svezia tra il Frej e gli stoccolmesi del Djurgården.
Le tribune sono principalmente due, entrambe posizionate lungo parte dei due lati lunghi del campo.
Quella principale è interamente coperta e dotata di seggiolini, ed è formata da due sezioni divise tra loro da uno spazio all'altezza del centrocampo.
La seconda tribuna è situata sul lato opposto, è riservata ai tifosi ospiti e ha una capacità di circa 900 persone. Essa non dispone di alcuna copertura.